# Otomar Völker
Otomar Völker, křtěný Otomar Hynek Ondřej (1. listopadu 1871 Votice – 26. října 1955 Svitávka) byl český lékař a vysokoškolský učitel, v letech 1928 až 1929 rektor Masarykovy univerzity.

## Život
Narodil se v roce 1871 ve Voticích do rodiny lékárníka Karla Völkera a jeho žena Amálie rodem Havelkové dcera sládka z Fraistadtu.. V roce 1896 absolvoval lékařskou fakultu české Karlo-Ferdinandovy university a začal se věnovat praktické medicíně, když začal mimo jiné působit jako praktický lékař v Pelhřimově. V roce 1900 začal působit jako asistent při anatomickém ústavu pražské Lékařské fakulty. V roce 1905 se habilitoval v anatomii a srovnávací anatomii a roku 1909 se stal mimořádným profesorem. V roce 1911 se habilitoval v anatomii domácích zvířat. V roce 1919 již byl řádným profesorem a přednosta anatomického ústavu. Podílel se také na budování anatomického ústavu při Vysoké škole zvěrolékařské, na níž byl v letech 1919 až 1920 prorektorem a v letech 1921 až 1922 rektorem. Předtím byl v letech 1920 až 1921 děkanem Lékařské fakulty Masarykovy univerzity a v letech 1921 až 1922 poté proděkanem této fakulty. V letech 1928 až 1929 poté vykonával funkci rektora Masarykovy univerzity.
V roce 1938 odešel do důchodu, nicméně po konci druhé světové války se v květnu 1945 stal prozatímním děkanem a do roku 1950 přednášel jako honorární profesor. Zemřel v říjnu 1955 ve Svitávce.